# So loving
so loving은 이이즈카 마유미의 3번째 음반이다. 1999년 7월 23일, 파이오니아LDC에서 발매하였다.

## 해설
- 이이즈카 마유미의 3번째 앨범. 미니앨범을 포함하면 4번째가 된다. 싱글곡이 수록된 첫 번째 앨범이다. (「love letter」）
- 「오렌지와 관람차」의 작사는 이이즈카 마유미를 포함한 2명의 합작이다. 작사, 작곡 및 다른 노래의 작사는 다른 사람이 맡았다.
- 「love letter」는 라디오 프로그램「이이즈카 마유미의 아픈건 멀리가라」의 엔딩 테마로서도 사용되었다.

## 수록곡
（　）안은 차례대로 작사, 작곡, 편곡.
1. Eternity ～한 조각의 love song～/Eternity ～ひとひらのlove song～（무로우 아유미、오츠 미키、난바 마사시）
2. love letter（오츠 미키、오츠 미키、소가와 토모지）
3. SOMEDAY（하세가와 토모키・무로우 아유미、하세가와 토모키、하세가와 토모키）
4. 오렌지와 관람차/オレンジと観覧車（이이즈카 마유미・오츠 미키、오츠 미키、하케타 타케후미）
5. 평소의 돌아가는 길/いつもの帰り道（이즈미카와 소라、이즈미카와 소라、미야타 시게오）
6. 밤하늘에 기도해/星空にお祈り（오카자키 리츠코、오카자키 리츠코、하세가와 토모키）
7. am⇔pm（무로우 아유미、하세가와 토모키、하케타 타케후미）
8. 힘내!/がんばって!（토미타 쿄코、하세가와 토모키、하세가와 토모키）
9. 양지의 오르골/ひだまりのオルゴール（미로쿠、마츠오카 모토키、마츠오카 모토키）
10. It's a beautiful day ～영원히 계속되는 나날～/It's a beautiful day ～永遠に続く日々～（하세가와 토모키、하세가와 토모키、하세가와 토모키）
11. 좋아해요./すきです。（오츠 미키、오츠 미키、난바 마사시）